# Richard Schelp
Richard H. Schelp (Missouri, Missouri, 21 de abril de 1936 – Memphis, 29 de novembro de 2010) foi um matemático estadunidense.
Schelp obteve o grau de bacharel em matemática e física na University of Central Missouri e o mestrado e doutorado em matemática na Universidade Estadual do Kansas. No doutorado foi orientado por Richard Joseph Greechie.
Schelp, matemático com Número de Erdős um, foi o quarto mais frequente colaborador de Paul Erdős. Também colaborou em pesquisas com outro grande colaborador de Erdős, Ralph Faudree, também da Universidade de Memphis.